# James Di Pasquale
James Di Pasquale (* 7. April 1941 in Chicago, Illinois) ist ein US-amerikanischer Komponist.

## Leben
James Di Pasquale ist der Sohn von Hugo und Lucille, geborene Ciccone, Di Pasquale. Nach seinem Schulabschluss an der St. Mel's High School studierte er an der Northwestern University und der Manhattan School of Music, wobei unter anderem David Diamond und Ludmila Uhlela zu seinen Dozenten gehörten. Anschließend spielte er für das Chicago Symphony Orchestra, das Bolshoi Ballet und das Royal Ballet. Parallel dazu arbeitete er mit Musikern wie Gerry Mulligan, Ella Fitzgerald, Henry Mancini und Barbra Streisand zusammen. Außerdem gehörte er kurzzeitig dem Paul Winter Consort an.
Mit dem von Richard Donner inszenierten Fernsehdrama Sarah T., eine jugendliche Alkoholikerin debütierte Di Pasquale 1975 als Filmkomponist. Bis 1996 folgten über 40 weitere Filmkompositionen. Di Pasquale wurde fünf Mal für einen Emmy Award nominiert. Für seine Musik zu den Filmen Two of a Kind, Die Liebe siegt und Rosamunde Pilcher: Die Muschelsucher wurde er jeweils ausgezeichnet.
Von 1995 bis 2003 war Di Pasquale mit Donna McNeely verheiratet. Sie haben eine gemeinsame Tochter.

## Filmografie (Auswahl)
- 1975: Sarah T., eine jugendliche Alkoholikerin (Sarah T. – Portrait of a Teenage Alcoholic)
- 1976: Der Pflichtverteidiger (Mallory: Circumstantial Evidence)
- 1978: Die schwarze Liste (The Critical List)
- 1979: Die Chance seines Lebens (Fast Break)
- 1981: Was dich bewegt (Advice to the Lovelorn)
- 1982: Two of a Kind
- 1983: Beziehung, nein danke (Listen to Your Heart)
- 1983: Die Football-Prinzessin (Quarterback Princess)
- 1983: Zwei Leichen beim Souper (Sparkling Cyanide)
- 1984: Der Strich gehört der Polizei (The Red-Light Sting)
- 1985: Die Liebe siegt (Love Lives On)
- 1987: Dark Nights – Der Tod kommt nachts (A Stranger Waits)
- 1988: Broken Angel – Gefallene Engel (Broken Angel)
- 1989: Rosamunde Pilcher: Die Muschelsucher (The Shell Seekers)
- 1990: Frühlingsgelüste (Stolen: One Husband)
- 1991: Der Ballerina Killer (The Killing Mind)
- 1991: Ein Vater auf der Flucht (Runaway Father)
- 1992: Ich will meine Kinder zurück! (In the Best Interest of the Children)
- 1992: Mut zur Liebe (Getting Up and Going Home)
- 1992: Verführung – Dreimal anders (Seduction: Three Tales from the 'Inner Sanctum)
- 1993: Die Rückkehr des Sherlock Holmes (Sherlock Holmes Returns)
- 1995: Lauf, Jane lauf! (See Jane Run)
- 1996: Familienschicksal – Eine Frau ist verzweifelt (Everything to Gain)
- 1996: Ihr größter Wunsch (All She Ever Wanted)